# 무기여 잘 있거라 (대한민국의 드라마)
《무기여 잘 있거라》는 2006년 10월 5일에 KBS 2TV에서 방영된 추석 특집 드라마이다. 1부와 2부로 나뉘어 방영되었다.

## 등장 인물
- 권해효 : 천만석 역
- 김국진 : 슈퍼 역
- 조희봉 : 총무 역
- 김종석 : 치킨 역
- 고정민 : 경숙 역
- 박준면 : 동순 역
- 윤문식 : 혁원장 역
- 최용민 : 동대장 역
- 안석환 : 대대장 역
- 김기현 : 사단장 역
- 이한위 : 사채 역
- 이선진 : 택시기사 역
- 이상원 : 13호 역
- 신우철 : 소위 역
- 최당석 : 상근 역